# J. S. Fry & Sons
J. S. Fry & Sons, Ltd. fue una compañía chocolatera británica, propiedad de Joseph Storrs Fry y de su familia.
El negocio pasó por varios cambios de nombre y de propiedad; fue denominado J. S. Fry & Sons en 1822. En 1847, Fry produjo las primeras barras de chocolate tal como se conocen actualmente. La compañía se convirtió en una división de Cadbury a comienzos del siglo XX. La factoría original de Somerdale, después parte de Cadbury, fue cerrada después de la adquisición en 2010 de Cadbury por Kraft Foods, posteriormente absorbida a su vez por Mondelēz Internacional.

## Historia

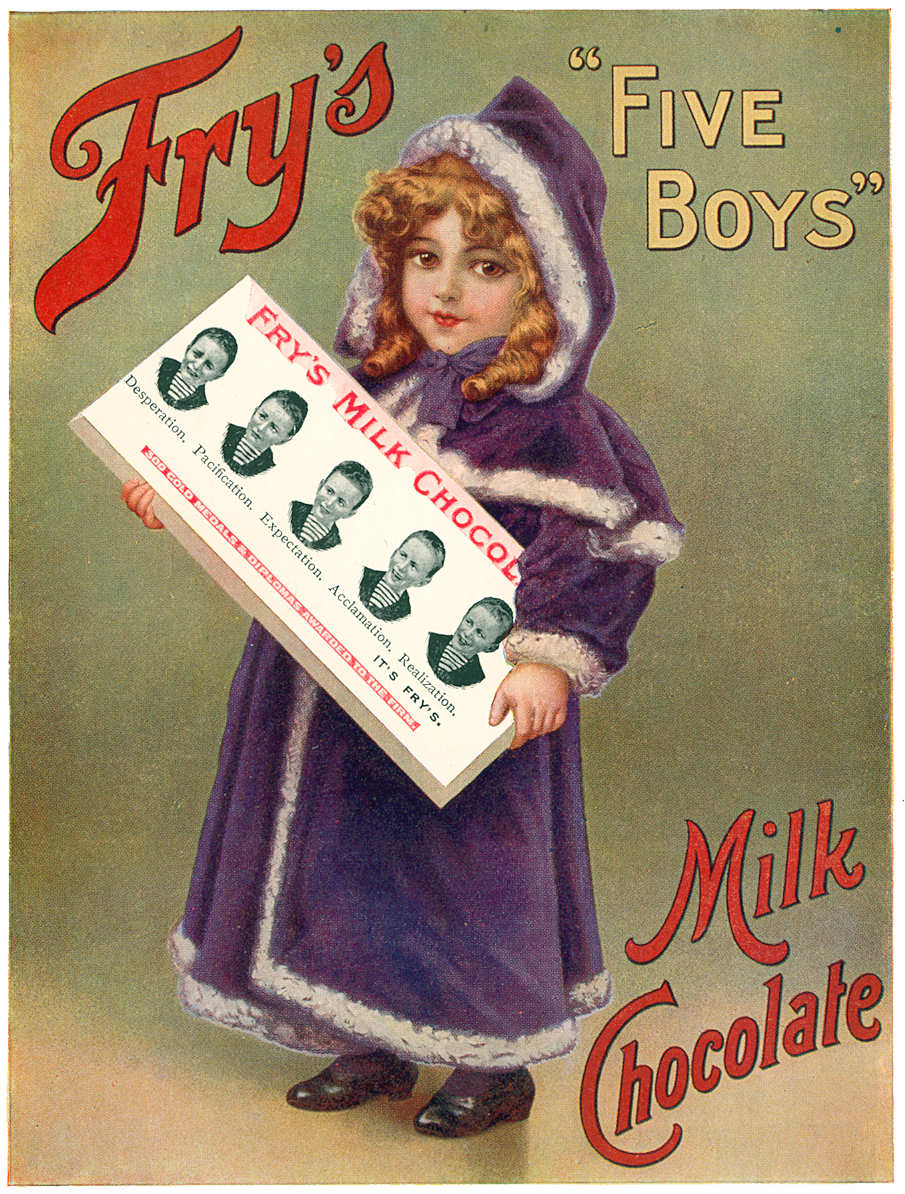
Anuncio (hacia 1910)

Joseph Fry, un cuáquero británico nacido en 1728, comenzó a elaborar chocolate alrededor de 1759. En 1761 Joseph Fry y John Vaughan adquirieron una pequeña tienda de un boticario, Walter Churchman, incluyendo la patente para un proceso de refinado del chocolate. La compañía entonces se llamó Fry, Vaughan & Co.. En 1777 sus instalaciones de producción de chocolate se trasladaron de la calle Newgate a la calle Union de Bristol. Joseph Fry falleció en 1787 y la compañía se rebautizó como Anna Fry & Son. En 1795 Joseph Storrs Fry asumió el control de la compañía. Patentó un método para moler las semillas de cacao utilizando una máquina de vapor de James Watt. Como resultado de esta innovación, se introdujeron las técnicas de fabricación industriales al negocio del cacao. En 1803 falleció Anna Fry, y Joseph Storrs Fry heredó el negocio compartido con el doctor Hunt. La empresa se rebautizó como Fry & Hunt. En 1822 Hunt se retiró y Joseph Storrs Fry tomó a sus hijos Joseph, Francis y Richard como socios: la empresa fue rebautizada de nuevo, esta vez como J. S. Fry & Sons. La compañía se convirtió en la productora comercial más grande de chocolate en Gran Bretaña. Joseph Storrs Fry murió en 1835, y sus hijos asumieron el pleno control del negocio.
En 1847, la fábrica de chocolate Fry, localizada en la calle Union de Bristol, comenzó la producción a gran escala de chocolate en tabletas. La empresa empezó a fabricar barras de Crema de Chocolate Fry en 1866. En las décadas siguientes, se introdujeron en el mercado unos 220 nuevos productos, incluyendo en 1873 los primeros huevos de Pascua producidos en el Reino Unido,  y la Delicia Turca Fry en 1914. En 1896 la empresa se convirtió en una compañía privada registrada, dirigida por la familia Fry, con Joseph Storrs Fry II, nieto del primer Joseph Storrs Fry, como presidente.
H.J. Packer, un empleado de Fry, estableció en 1881 su propio negocio chocolatero en Bristol. Desde su sede en Greenbank (Bristol), Packer continuó compitiendo localmente con Fry hasta 2006 bajo varios dueños y marcas, desde Bonds hasta Famous Names y Elizabeth Shaw.

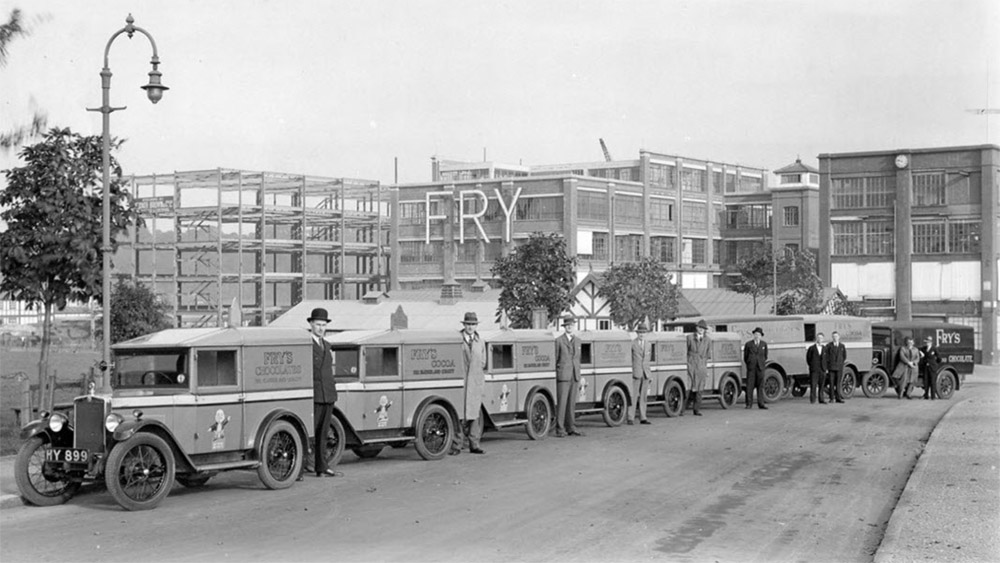
Fábrica de Somerdale poco después de su apertura

Cercano el inicio de Primera Guerra Mundial, la compañía era una de las empresas más grandes de Bristol. Joseph Storrs Fry II murió en 1913. Hacia 1919 se fusionó con Cadbury, pasando a denominarse Compañía Británica de Chocolate y Cacao.  Bajo la dirección de Egbert Cadbury, la división de Fry comenzó a trasladarse desde Somerdale a Keynsham en 1923. Después de 1981, el nombre "Fry" ya no estaba en uso en Somerdale, pero la fábrica todavía era una productora importante de productos Cadbury.

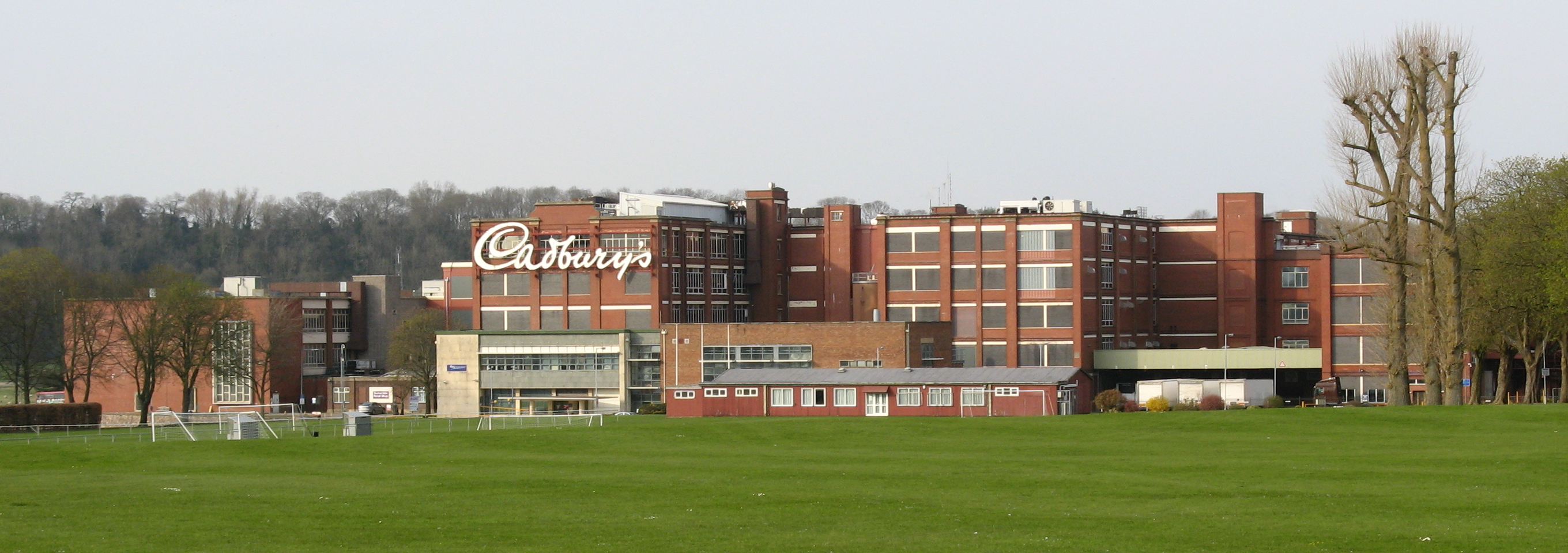
Factoría de Somerdale en 2010

El 3 de octubre de 2007, Cadbury anunció sus planes para cerrar la planta de Somerdale, la sede histórica de Fry, con la eliminación hasta 2010 de unos 500 puestos de trabajo. En un esfuerzo por mantener su competitividad en un mercado global, la producción se trasladó a una fábrica nueva en Polonia. Otro factor que motivó esta decisión fue el alto valor inmobiliario de los terrenos. El representante laborista por Wansdyke, Dan Norris, dijo, "La noticia de la clausura de la fábrica es un golpe duro y contundente, no solo para el personal, sino para toda la comunidad de Keynsham".
En febrero de 2010, a partir de la absorción de Cadbury por Kraft Foods, se confirmó entre controversias la clausura para 2011; Kraft específicamente había estado de acuerdo durante las negociaciones de absorción con mantener la factoría abierta. Hubo filtraciones a la prensa, y posteriormente una Comisión de la cámara de los Comunes investigó el asunto.

## Archivos
Los registros relacionados con la empresa y con la familia están guardados en los Archivos de Bristol (Ref. 38538) (catálogo en línea). Algunos registros relativos al papel de J.S. Fry & Sons en Cadbury forman parte de los fondos de Mondēlez Internacional, depositados en la sede de Cadbury en el Reino Unido (en Bournville).

## Cultura popular
En el programa televisivo de la BBC Being Human, un viejo cartel del Chocolate Fry aparece de forma destacada. El cartel es un guiño a la ubicación original en Bristol de algunos capítulos.